# Дарагани

Герб Пржерова

Дарагани — українські аристократичні роди.

## Дарагани гербу Пржерова
Козацько-старшинський (пізніше дворянський) рід очевидно шляхетського походження (печаталися гербом Пржерова). Нащадки Федора Дарагана, трахтемирівського сотника (1695-1706) та переяславського полкового осавула, що помер в шведському полоні. Його нащадки внесені в II частину родовідної книги Полтавської губернії.

### Представники роду
- Федір Дараган
- Дараган Юхим Федорович
- Дараган Василь Юхимович
- Софія Дараган

## Інші роди
Інший рід Дараганів, внесений в III частину родовідної книги Чернігівської губернії, також ведеться від початку 18 століття. Є ще три роди пізнішого походження.

### Представники Чернігівської гілки
- Дараган Михайло Петрович — обійняв посаду Чернігівського цивільного губернатора 2 січня 1876 р. Був причетний до двох визначних подій у Чернігові: сприяв виходу «Черниговской газеты» і заснуванню громадської бібліотеки (тепер ОУНБ ім. В. Г. Короленка). Його служба управителя припинилася 30 липня 1878 р. Подальша доля М. П. Дарагана не простежується.